# Индексы цен и дохода
Индексы цен и дохода представляют собой отношения средневзвешенных величин, предназначенные для измерения темпов роста общего уровня цен или темпов роста доходов соответственно.

## Индекс дохода
Предположим, что на рынке продается (покупается) некоторый набор из {\displaystyle n} товаров. Пусть цена товаров равны {\displaystyle P_{1}^{0},P_{2}^{0},...P_{n}^{0}} в базовом периоде и {\displaystyle P_{1}^{1},P_{2}^{1},...P_{n}^{1}} в отчётном. Аналогично количества товаров равны {\displaystyle Q_{1}^{0},Q_{2}^{0},...Q_{n}^{0}} в базовом периоде и {\displaystyle Q_{1}^{1},Q_{2}^{1},...Q_{n}^{1}} в отчётном. Тогда индекс дохода (расходов на покупку) определяется следующим образом:
{\displaystyle I={\frac {\sum _{i=1}^{n}P_{i}^{1}Q_{i}^{1}}{\sum _{i=1}^{n}P_{i}^{0}Q_{i}^{0}}}}
Другими словами индекс доходов (расходов) — это отношение суммарных доходов или расходов по всем товарам в отчетном и базисном периодах.

## Индекс цен
Если необходимо отделить влияние цен на изменение дохода от влияния количества, то используются два основных варианта индексов цен: индексы Ласпейреса и Пааше. Так как необходимо отделить ценовый эффект от количественного, то нужно зафиксировать количество либо на отчетном, либо на базисном уровне. В зависимости от правила фиксации получается либо индекс Пааше, либо индекс Ласпейреса соответственно.

### Индекс Ласпейреса
Индекс Ласпейреса определяется путём взвешивания цен двух временны́х периодов по объёмам потребления базисного периода и отражает изменение стоимости потребительской корзины базисного периода, произошедшее за текущий период. Индекс рассчитывается как отношение потребительских расходов, обусловленных приобретением того же набора потребительских благ по текущим ценам ({\displaystyle \sum _{i=1}^{n}Q_{i}^{0}P_{i}^{1}}), к расходам на приобретение потребительской корзины базисного периода ({\displaystyle \sum _{i=1}^{n}Q_{i}^{0}P_{i}^{0}}): 
Индекс Ласпейреса используется для оценки потребительской инфляции (см. Индекс потребительских цен). Отражая динамику цен по потребительской корзине базисного периода {\displaystyle Q_{0}}, индекс Ласпейреса не учитывает изменений в структуре потребления, которые возникают из-за изменения цен благ. Отражая лишь эффект дохода и игнорируя эффект замещения, этот индекс даёт завышенную оценку инфляции при росте цен и заниженную в случае их снижения.

### Индекс Пааше
Индекс Пааше — один из индексов цен, исчисляемых для характеристики изменения цен товаров. Определяется путём взвешивания цен двух временных периодов по объёмам потребления текущего периода и отражает изменение стоимости потребительской корзины текущего периода. Он рассчитывается как отношение текущих потребительских расходов к расходам на приобретение такого же ассортиментного набора в ценах базисного периода:
Отражая динамику цен по потребительской корзине текущего периода ({\displaystyle Q_{1}}), индекс Пааше не в полной мере отражает эффект дохода. В результате получается завышенная оценка изменения цен при их снижении и заниженная в случае роста.
Индекс цен, связанный с корректировкой денежного объема ВВП называется дефлятором ВВП.

## Проблема неразложимого остатка
Наличие двух индексов Ласпейреса и Пааше связано с проблемой неразложимого остатка. Изменение доходов (расходов) по отдельной товарной группе можно представить в виде разности:
{\displaystyle P_{1}Q_{1}-P_{0}Q_{0}=(P_{0}+\Delta P)(Q_{0}+\Delta Q)-P_{0}Q_{0}=P_{0}\Delta Q+Q_{0}\Delta P+\Delta P\Delta Q}
Третье слагаемое называется неразложимым остатком. Его можно присоединить либо к первому слагаемому, либо ко второму. Тогда получится
{\displaystyle P_{1}Q_{1}-P_{0}Q_{0}=P_{1}(Q_{1}-Q_{0})+Q_{0}(P_{1}-P_{0})=P_{1}(Q_{1}-Q_{0})+(P_{1}Q_{0}-P_{0}Q_{0})}
или
{\displaystyle P_{1}Q_{1}-P_{0}Q_{0}=P_{0}(Q_{1}-Q_{0})+Q_{1}(P_{1}-P_{0})=P_{0}(Q_{1}-Q_{0})+(P_{1}Q_{1}-P_{0}Q_{1})}
В первом случае второе слагаемое показывает эффект изменения цен при базовом количестве товаров, а во втором случае — при отчетном. Если уменьшаемое в скобках поставить в числитель индекса, а вычитаемое в знаменатель, то получатся соответственно индексы Ласпейреса и Пааше. Индексы по-разному отражают эффекты дохода и замещения. Не существует единственного правила, по которому осуществляется выбор между индексами. Все зависит от цели исследования. Часто в качестве компромиссного варианта используют индекс Фишера.

## Индекс Фишера
С целью устранения недостатков, присущих индексам Пааше и Ласпейреса, рассчитывается их средняя геометрическая величина — индекс Фишера {\displaystyle (I_{F})}:
Индекс Фишера «распределяет» неразложимый остаток между эффектами цен и количества. Для небольших изменений можно воспользоваться линейным приближением (см. Ряд Тейлора для функции двух переменных).
где {\displaystyle I_{L}=1+l}, {\displaystyle I_{P}=1+p} и {\displaystyle I_{F}=1+f}.
Индекс Фишера используется для расчетов темпов роста реального ВВП.